# Kamikaze (canción de PJ Harvey)
«Kamikaze» es una canción de la cantante y compositora inglesa PJ Harvey, perteneciente a Stories from the City, Stories from the Sea, su quinto álbum de estudio. Fue una de las 19 canciones que Harvey había escrito para el álbum, siendo grabada en Linford Manor en Milton Keynes, Reino Unido, en el período que comprende de marzo a abril de 2000. El tema fue escrito por Harvey y producido por ella junto a Rob Ellis y Mick Harvey.

## Créditos
Todos los créditos se han adaptado a partir de las notas de Stories from the City, Stories from the Sea.
Músicos
- PJ Harvey – voz, guitarras, producción.
- Rob Ellis – batería, producción.
- Mick Harvey – bajo, teclado, producción.

Técnicos
- Victor Van Vugt – ingeniero de sonido, mezcla.
- Howie Weinberg - masterización.